# Гіпноз

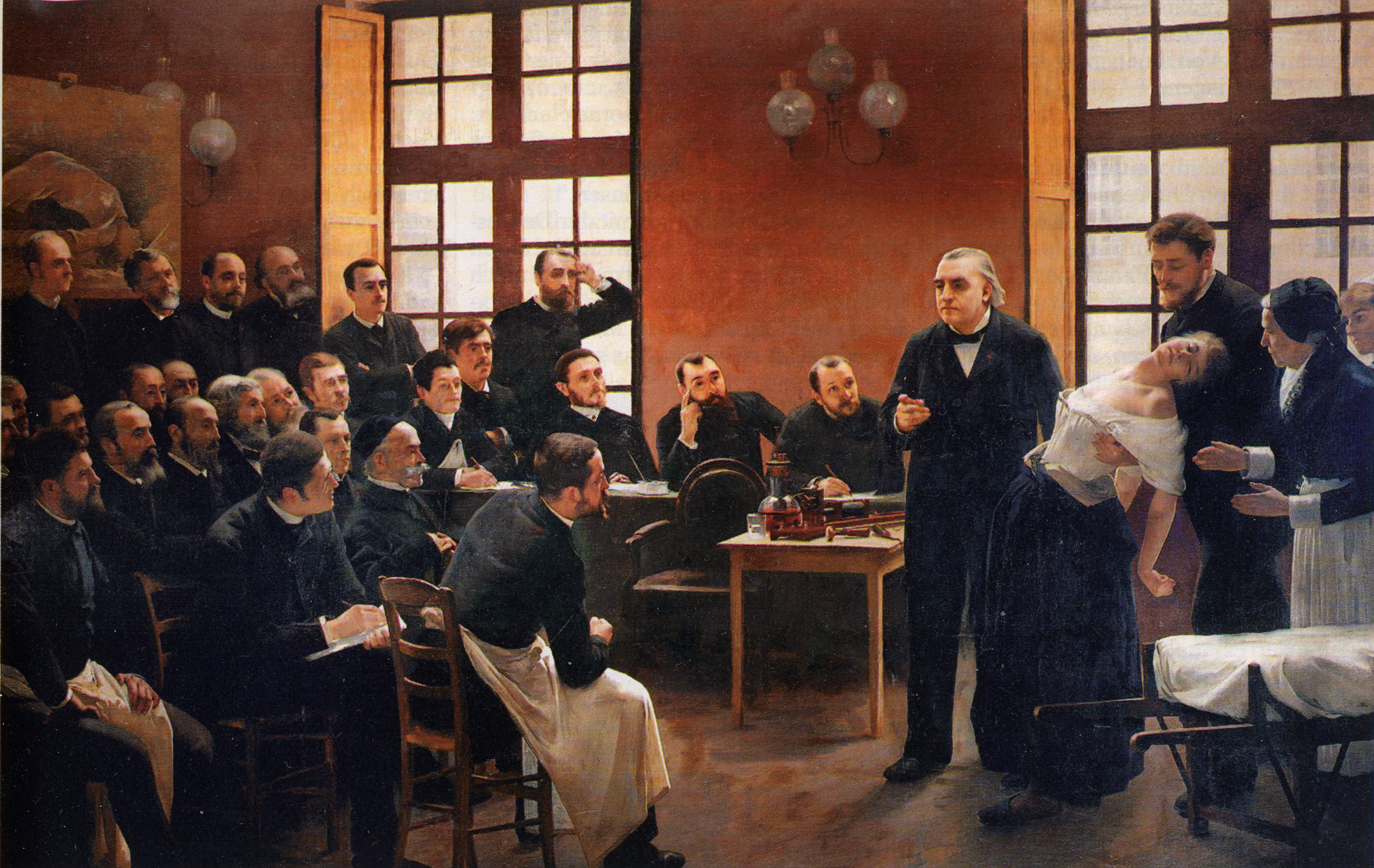
Клінічний урок у Salpêtrière. Андре Бруйє

Гіпно́з (дав.-гр. υπνος — «сон») — тимчасовий стан свідомості, що характеризується різким фокусуванням уваги, глибоким розслабленням, і, як наслідок, високою схильністю до навіювання (сугестивність), що пов'язано зі зміною функції індивідуального контролю і самосвідомості; стан гіпнозу настає в результаті спеціальних впливів психотерапевта, гіпнотизера або цілеспрямованого самонавіювання. У загальнішому сенсі, гіпноз це соціально-медичне поняття про комплекс методик цілеспрямованого словесно-звукового впливу на психіку людини.
Однак, існує ряд альтернативних теорій, які заперечують розуміння гіпнозу як зміненого стану свідомості й визначають його, як особливий тип плацебо ефекту, взаємодію з гіпнотерапевтом чи вид соціально-рольової поведінки.
Дані досліджень показують, що гіпноз супроводжується змінами в роботі мозку, але достовірного фізіологічного маркеру, який вказував би на дискретний стан гіпнозу, поки не знайдено. Всупереч поширеним помилковим висновкам про гіпноз, стан гіпнозу не схожий на звичайний сон. Цей стан не може бути спричинений проти волі, збільшує можливість появи несправжніх спогадів; загіпнотизовані люди зберігають пам'ять, здатні брехати, чинити спротив навіюванню, гіпноз не може змусити людей виявляти непритаманну їм фізичну силу чи робити нехарактерні, чи неприйнятні для них речі.
Особа-спеціаліст, яка володіє технікою гіпнозу, називається гіпнотизер, гіпнолог; фахівець, який застосовує техніку гіпнозу в медичних цілях — гіпнотерапевт.

## Історія
Гіпнотичний вплив відомий понад 3 тисячі років. Він застосовувався жерцями Стародавнього Єгипту, Індії, Тибету, лікарями Сходу, Стародавньої Греції та Стародавнього Риму. Ці культури використовували такі техніки, як співи, ритмічна гра на барабанах та інші ритуали, що викликають транс, щоб полегшити зцілення та духовне дослідження. Хоча ці практики не називалися прямо гіпнозом, вони заклали основу для подальших розробок у цій галузі.

### Сучасна історія
Гіпноз називали різними словами. Наприклад, у Європі в XVIII ст. Франц Антон Месмер називав його «тваринним магнетизмом».
Найдавніші задокументовані практики, схожі на гіпноз, можна простежити до стародавніх цивілізацій, включаючи Єгипет, Грецію та Індію. 

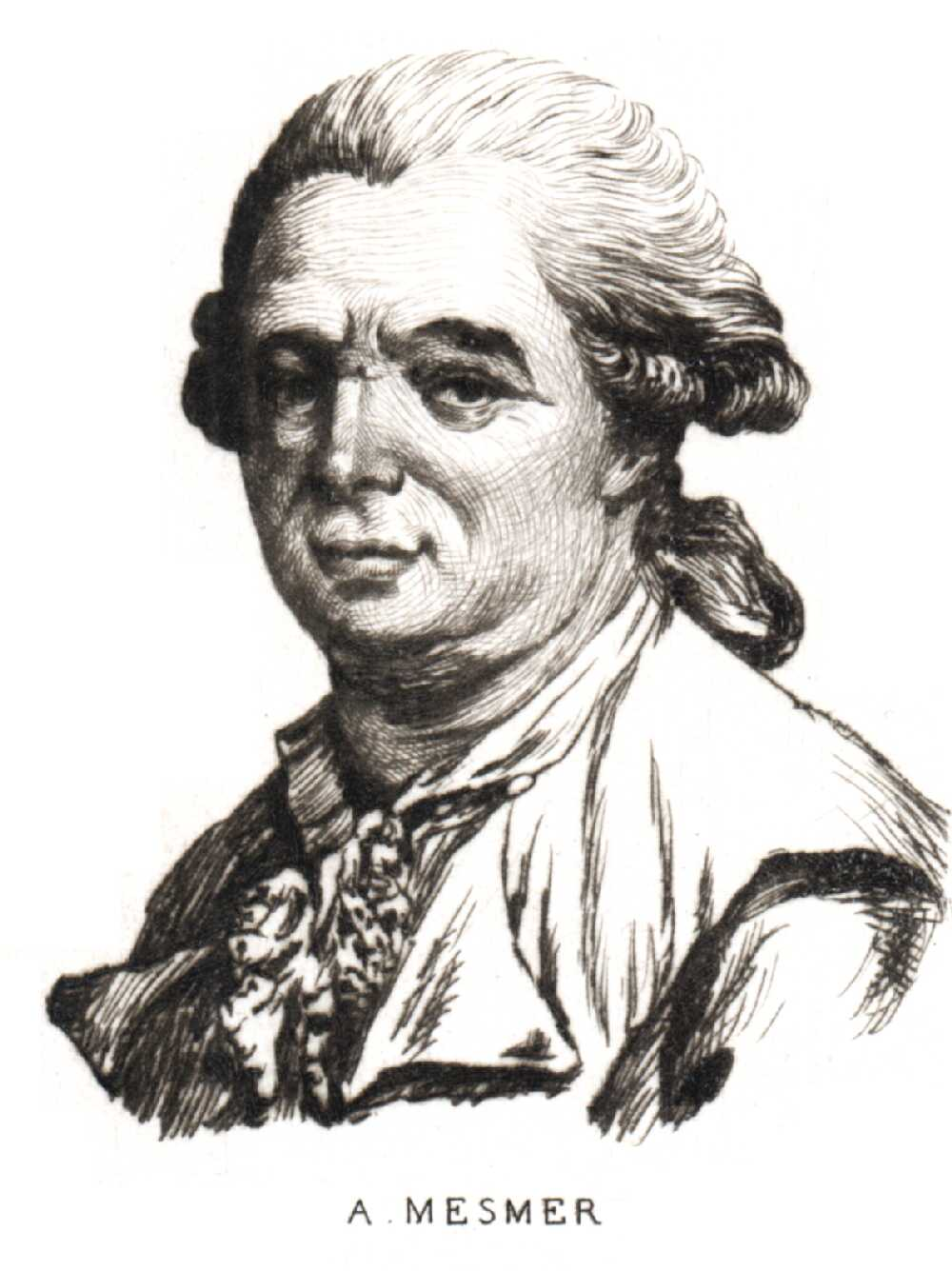
Франц Антон Месмер

Сучасну історію гіпнозу часто пов’язують із роботами Франца Антона Месмера, австрійського лікаря 18 століття. Месмер вважав, що невидима сила, яку він назвав «тваринним магнетизмом», відповідає як за фізичне, так і за психічний добробут. Він розробив техніку, відому як «месмеризм», щоб маніпулювати цією силою, викликаючи у своїх підданих стан трансу, щоб сприяти зціленню. Хоча теорії Месмера зрештою були розвінчані, його методи заклали основу для вивчення гіпнозу як психологічного явища.
У першій половині XIX ст. відбувся поділ дослідників гіпнозу на дві школи:
- «Флюїдистів» — тих, хто, як і Месмер, вірили в існування флюїдів;
- «Анімістів» — тих, хто існування флюїдів заперечували[18].

Надалі слово «флюїд» було замінено на «ряд фізичних факторів», а «уява» — на «навіювання». На даний час істотних змін не відбулося, ускладнився тільки термінологічний апарат.
У 19 столітті шотландський хірург Джеймс Брейд зацікавився месмеризмом і провів експерименти, щоб зрозуміти його механізми. Він був першим, хто припустив, що гіпнотичний стан був психологічним процесом, а не результатом зовнішньої сили.  У 1842 р. Д. Брейд довів, що при фіксуванні погляду на блискучому предметі виникає особливий стан тіла й розуму, який він у 1843 р. назвав гіпнозом.

### Французька школа

#### Паризька школа
Французький невролог Жан-Мартен Шарко зіграв ключову роль у створенні гіпнозу як законного медичного лікування починаючи з 1870-х років. З кінця 1870-х років французький невролог Жан-Мартен Шарко почав вивчати гіпноз на хворих з істерією. Сальпетрієрська школа Ж.-М. Шарко займалася клінічним застосуванням гіпнозу, а також вивченням його стадій.
Працюючи із хворими на істерію пацієнтками, Шарко помітив, що вони легко впадають у транс при дії раптових, сильних подразників — різкого удару гонга, пронизливого звуку камертона, раптового спалаху світла тощо і раптово замирають мов кам'яна статуя. Стверджував, що підвищена сугестивність становить головну рису хворих істерією. Хворі дозволяють себе загіпнотизувати.
Шарко був прибічником соматичної теорії гіпнозу і вірив у гіпногенний вплив на нервову систему людини металів і магнітів, в трансферт (перехід паралічу, каталепсії, геміанестезії під впливом магніту з одного боку тіла на інший), в безпосереднє подразнення локалізованих рухових центрів мозкової кори погладжуванням по голові й так далі. Ця ж школа вивчала можливості різних периферичних подразнень механічного характеру (фіксація погляду, підіймання повік, погладжування чола) викликати різні стадії гіпнозу зі специфічними, своєрідними реакціями м'язів і чутливості.
За вченням школи Шарко, у стані так званої летаргії загіпнотизовані нібито зовсім втрачають свідомість і не піддаються навіюванням, що викликається у них уявленнями через посередництво органів відчуттів. Ця школа вчила далі, що гіпнозу піддаються майже тільки самі істерики, й зараховувала гіпноз до неврозів.
Ним зроблена спроба систематизації даних про гіпноз на основі порівнянь гіпнотичних феноменів та істеричних проявів та розглядав його як патологічний стан. На основі цього розробив теорію трьох стадій гіпнозу:
- летаргічну
- каталітичну
- сомнамбулічну. У глибокій (сомнамбулічній) стадії хвору можна змусити уявити самим лише навіюванням, що вона перебуває, наприклад, в зоопарку, й змусити пережити повну гаму вражень від такої прогулянки.

Цій теорії суперечили представники школи гіпнозу в Нансі під керівництвом Іпполіта Бернхейма.
Після смерті Шарко гіпноз як наука став поступово зникати. Лише П'єр Жане, один з родоначальників французької дослідної психології, продовжував над цим працювати.

#### Нансійська школа
До сих пір в Нансі існує Інститут гіпнозу, главою якого був Іполит Бернгейм, який дотримувався точки зору, що всі прояви гіпнозу зводяться до навіювання й впливу на уяву піддослідної людини. «Приберіть уяву пацієнта та авторитет гіпнотизера і у вас нічого не вийде», — так говорили в Нансі. Бернгейм вважав, що стадії гіпнозу, які спостерігав Ж.-М. Шарко, обумовлені навіюванням, що походить від гіпнотизуючого, а не від патологічної природи самого гіпнозу. Паризька школа гіпнозу, навпаки, стверджувала, що всі прояви гіпнозу зводяться до фізичних дій, тобто до потоків тепла, впливу світла, музики і т.д., що вводить людину в особливий стан свідомості, тобто гіпноз.
Еміль Куе, французький фармацевт і психолог, розробив метод під назвою «свідоме самонавіювання», який підкреслював силу самогенерованих навіювань впливати на психічний і фізичний стан людини. Його відоме твердження: «З кожним днем я стаю все кращим і кращим» стало наріжним каменем його підходу, відомого як метод Куе. Робота Куе ґрунтувалася на ідеях попередніх гіпнотизерів, таких як Брейд і Месмер, але він змістив фокус із сили гіпнотизера на власну здатність суб’єкта до самонавіювання. Його акцент був на ролі індивідуальної уяви та віри в зцілення.
З цього різночитання склалися різні методи, які використовуються для введення людини в гіпноз. Суперечка наукових шкіл закінчилася перемогою Нансійської школи гіпнозу, чий підхід полягав у тому, що гіпноз є навіюванням.

### Українська школа
Під час розквіту позитивізму, в 1880-ті рр., лікарі вже не задовольнилися посиланнями на якісь підстави, вони тоді шукали фізіологічні механізми гіпнозу. У 1881 р. (за рік до промови Ж.-М. Шарко в Паризькій Академії наук, що поклала початок науковому визнанню гіпнозу) лікарі Одеської міської лікарні Й.Й. Мочутковський та Б.А. Окс повідомили про проведені ними гіпнотичні досліди з пацієнтками, хворими на істерію, подібні експериментам Ж.-М. Шарко, А. Біне, Ш. Ріше з помилками сприйняття, роздвоєнням особистості та іншим. Нарешті, для з'ясування загальнобіологічного механізму гіпнозу проводилися досліди на тваринах: В.Я. Данилевський (м. Харків) на Міжнародному конгресі з фізіологічної психології в 1889 р. доповів про результати гіпнотизування різних тварин — від раків і омарів до птахів й кроликів.
На початку XX століття великий внесок у розвиток техніки гіпнозу внесли В.М. Бехтерєв та К.І. Платонов. На жаль, К.І. Платонов не торкався аспектів психології та психоаналізу; в більшості західної літератури — інша крайність: відсутній пошук анатомо-фізіологічного субстрату гіпнозу. Варто наголосити, що той та інший підхід, взятий окремо, обмежують і без того примарну можливість осягнення феномену гіпнозу. Зокрема, у К.І. Платонова немає обліку психологічних чинників, що ґрунтуються на неусвідомленій психічній області, яка відіграє помітну роль в індукції гіпнозу; психологічний аспект гіпнотичних відносин «лікар-хворий» виражається в термінах фізіології; навіювання трактується як якийсь механістичний процес (тоді як за ним приховані мотивації, потреби, віра й афективні несвідомі фактори), і йому дається нейрофізіологічне обґрунтування, яке не полегшує розуміння гіпнозу. К.І. Платонов вказав, що глибина гіпнозу (гальмування свідомості) підвищує сугестивність (гіпнабельність), в той час як остання може не залежати від самого гіпнозу і від його глибини. Сугестивність залежить від мотивів психологічного порядку, залежність же її від нейрофізіологічних механізмів ще ніким не доведена.
В кінці XX століття В Києві професор В. А. Скумін на підставі ґрунтовних наукових досліджень, проведених ним у 1976–1980 рр. в Інституті серцево-судинної хірургії М. М. Амосова, розробив ефективну модифікацію аутогенного тренування для пацієнтів кардіохірургічного профілю з синдромом Скуміна. Психотренінг по Скуміну складається з п'яти вправ:
- «Релаксація» — послідовне розслаблення м'язів ніг, рук, тулуба, шиї, голови. Особливу увагу приділяють релаксації кистей рук, спини, обличчя, збиткова напруга котрих є у даного контингенту;
- «Тепло» — викликається у ногах, руках, сонячному сплетенні, шиї, голові. Пацієнти з синдромом Скуміна потерпають від відчуття холоду в периферичних ділянках тіла. Усування неприємних відчуттів крім безпосереднього позитивного ефекту, сприяє активації особистості у боротьбі з хворобою;
- «Паріння, невагомість» — використовуються формули, які викликають відчуття паріння, невагомості, «розчинення» тіла. Після оволодіння цією вправою зменшуються біль, розбитість, важкість, характерні для таких хворих, поліпшується їх самопочуття, настрій;
- «Цільове самонавіювання» — формули його визначаються конкретними лікувальними завданнями. Вони направлені на вироблення адекватного відношення до стану свого здоров'я, нормалізування сну, корекцію характерних відхилень, подолання страхів, тривоги, мобілізацію ресурсів особистості;
- «Активація» — проводиться за допомогою формул та уявлень, що сприяють виходу зі стану занурення. Підкреслюється, що організм зарядився енергією, силою і це сприяє відновленню здоров'я, подальшому покращанню стану.

## Гіпноз у медицині

### Сугестивна психотерапія
Сугестивна психотерапія (лат. suggestio — навіювання) — група методів, в основі яких лікувальним чинником виступає навіювання або самонавіювання. Навіювання реалізується в стані неспання, гіпнотичного сну (гіпнотерапії), наркотичного сну.

### Еріксонівська методика
Назву взяли від імені Мілтона Еріксона (1901—1980), американського лікаря психіатра й психотерапевта.
Його метода гіпнозу відрізняється від класичного гіпнозу своєю недирективністю: терапевт не дає клієнтові інструкцій та вказівок, а допомагає йому увійти в особливий стан — транс, коли людина не спить і може активно спілкуватися з терапевтом. У більш поверхневий стан можна ввести практично будь-яку людину (якщо вона не має низки захворювань — уражень ЦНС, психічних розладів і т. д., тобто здорову людину). У цьому стані людина зміщує фокус уваги із зовнішнього середовища «всередину себе», концентрується на своїх внутрішніх переживаннях і на деякий час перестає сприймати навколишню дійсність. Зовні це виглядає так, ніби вона «знаходиться не тут»: погляд звернений «всередину себе», подих загальмовано, тіло розслаблене. Еріксон вважав транс природним станом людини, необхідним їй для обробки внутрішнього досвіду.
Мілтон Еріксон вважав, що велика частина нашого життя визначається несвідомим. Це означає, що весь досвід переживань людини, накопичений до теперішнього моменту, впливає на її поведінку, образ думок і почуття в сучасному та майбутньому. Він також вважав, що люди здатні змінюватися, використовуючи власний накопичений досвід, про який вони навіть не підозрювали. За Еріксоном, зміни несвідомого можуть відбуватися, наприклад, при отриманні нового і важливого досвіду, при навчанні новому, при зустрічі з людьми, які викликають у вас сильне враження. Одним із головних елементів терапії Еріксона були так звані навчальні розповіді, які він розповідав своїм пацієнтам, що перебували в стані трансу. Ці історії, дотепні й змістовні, часто з життя самого Еріксона та його родини, є чудовим прикладом мистецтва переконання. Деякі з цих оповідань можна прочитати в книзі М. Еріксона «Мій голос залишиться з вами…»
У дитинстві Мілтон був досить незвичайною дитиною — наприклад, говорити він почав тільки в чотири роки. Будучи школярем, знайшов оригінальний спосіб знаходження слова в словнику, починаючи з першої літери і першого слова, за що отримав прізвисько «Словник». Згодом він переніс поліомієліт і був прикутим до інвалідного крісла. Щоби не провести все життя в такому стані, він виробив власну систему, яка дозволила йому повністю одужати. Саме методи, які він використовував на собі, позбавляючись від власної недуги, дозволили створити новий напрямок в психотерапії — еріксонівський гіпноз, заснований на зануренні в транс і використанні особливої гіпнотичної мови, що вирізняється яскравістю й образністю.
Мілтон Еріксон заснував і став першим президентом Американського Товариства клінічного гіпнозу (англ. American Society for Clinical Hypnosis). Підхід М. Еріксона, як й інші американські психотехнології, завоював надзвичайну популярність у світі в 1970—1980-ті роки та вважався одним з найпрогресивніших підходів в психотерапії.

### Довженківська методика
Назву взяли від імені Олександра Довженка (1918—1995), українського лікаря.

### Книги
- Barber, Theodore Xenophon (1981). Hypnosis: a scientific approach. So. Orange, N.J.: Power Publishers. ISBN 0-88437-008-9.
- Gauld, Alan (1992). A history of hypnotism. Cambridge: Cambridge University Press. ISBN 0-521-30675-2.
- Nash, Michael R.; Barnier, Amanda J. (2008). The Oxford handbook of hypnosis: theory, research and practice. Oxford: Oxford University Press. ISBN 978-0-19-857009-7.
- Lynn, Steven J.; Rhue, Judith W.; Kirsch, Irving (2010). Handbook of clinical hypnosis (2nd ed). Washington, DC: American Psychological Association. ISBN 978-1-4338-0568-4.
- Perry, Campbell W. (2015). Methodologies of hypnosis: a critical appraisal of contemporary paradigms of hypnosis. London. ISBN 978-1-317-50498-6. doi.org/10.4324/9781315715766
- Леон Шерток. Гипноз: теория, практика и техника(рос.)

### Журнали
- International Journal of Clinical and Experimental Hypnosis
- American Journal of Clinical Hypnosis

### Статті
- Hypnosis: A Scientific Approach: Barber, Theodore Xenophon. New York: Van Nostrand Reinhold Company, 1970. 282 Pp. Behavior Therapy (англ.) 1 (3). 1 серпня 1970. с.421. ISSN 0005-7894. doi:10.1016/S0005-7894(70)80131-9.
- Empirical findings on the use of hypnosis in medicine: A critical review.: Pinnell, Cornelia Mareé; Covino, Nicholas A. (1 квітня 2000). International Journal of Clinical and Experimental Hypnosis 48 (2). с. 170–194. ISSN 0020-7144. PMID 10769983. doi:10.1080/00207140008410047.

### Інше
- Гіпноз [Архівовано 7 серпня 2020 у Wayback Machine.] // Юридична енциклопедія : [у 6 т.] / ред. кол.: Ю. С. Шемшученко (відп. ред.) [та ін.]. — К. : Українська енциклопедія ім. М. П. Бажана, 1998. — Т. 1 : А — Г. — 672 с. — ISBN 966-7492-00-X.
- Індукція психічна [Архівовано 9 серпня 2016 у Wayback Machine.] // Юридична енциклопедія : [у 6 т.] / ред. кол.: Ю. С. Шемшученко (відп. ред.) [та ін.]. — К. : Українська енциклопедія ім. М. П. Бажана, 1998. — Т. 2 : Д — Й. — 744 с. — ISBN 966-7492-00-8.